# Bulbophyllum agastor
Bulbophyllum agastor é uma espécie de orquídea (família Orchidaceae) pertencente ao gênero Bulbophyllum. Foi descrita por Garay, Hamer e Siegerist em 1996.